# Калининский (Лебедянский район)
Кали́нинский — посёлок Слободского сельсовета Лебедянского района Липецкой области.
Основан в 1925 году. Тогда здесь поселились 167 человек.
За годы своего существование имел и другие названия — Кали́нин, Кали́нино. Назван первоселенцами в честь государственного и политического деятеля М. И. Калинина .

## Население
| 2010 |
| ---- |
| 15   |